# Miopsalis pocockii
Miopsalis pocockii is een hooiwagen uit de familie Stylocellidae. De originele naamcombinatie (protoniem) was Stylocellus pocockii Hansen & Sørensen, 1904.